# Ilburnia osborni
Ilburnia osborni är en insektsart som först beskrevs av Frederick Arthur Godfrey Muir 1916.  Ilburnia osborni ingår i släktet Ilburnia och familjen sporrstritar. Inga underarter finns listade i Catalogue of Life.